# Вице-адмирал Захарьин (тральщик)
«Ви́це-адмира́л Заха́рьин» — морской тральщик проекта 02668 «Агат» — морской тральщик военно-морского флота Российской Федерации. Текущий бортовой номер — 908. Оснащён средствами обнаружения и обезвреживания мин пятого поколения с принципиально новой схемой обнаружения мин: поиск мин осуществляется по курсу, в отличие от предыдущих проектов тральщиков СССР и России, на которых поиск осуществлялся тральным вооружением с кормовых секторов.
Корабль назван в честь русского вице-адмирала Ивана Яковлевича Захарьина.

## Строительство
Первоначально строился для ВМС Вьетнама, затем проект переделан под требования ВМФ России. 26 мая 2006 года спущен на воду, в течение двух лет проходил испытания на Балтийском море.
Летом 2008 года внутренними водными путями перешёл в Чёрное море.

## Служба
17 января 2009 года зачислен в состав Новороссийской военно-морской базы Черноморского флота ВМФ России.
21 февраля 2018 годы вышел из пункта базирования, проследовал проливами Босфор и Дарданеллы и приступил к выполнению задач в составе постоянного соединения Военно-Морского Флота России в Средиземном море.
28 ноября 2018 года в связи с обострением ситуации в Керченском проливе отправлен в Азовское море.